# Wybory parlamentarne w Surinamie w 2010 roku
Wybory parlamentarne w Surinamie w 2010 roku – wybory do Zgromadzenia Narodowego przeprowadzone 25 maja 2010. Zwycięstwo w wyborach odniosła opozycyjna Partia Narodowo-Demokratyczna.

## Organizacja wyborów
Wybory do Zgromadzenia Narodowego Surinamu odbywają się zgodnie z konstytucją co pięć lat; poprzednie wybory odbyły się w maju 2005. W październiku 2009 prezydent Ronald Venetiaan ogłosił organizację nowych wyborów parlamentarnych w dniu 25 maja 2010.
Według sondaży faworytem w wyborach pozostawała opozycyjna Partia Narodowo-Demokratyczna (Nationale Democratische Partij, NDP) na czele z byłym dyktatorem kraju Dési Bouterse. Bouterse w 1980 oraz ponownie w 1990 dokonał w Surinamie zamachów stanu, po których przejął realną władzę. W 1999 władze holenderskie skazały go zaocznie na karę 11 lat pozbawienia wolności na handel narkotykami. Natomiast krajowe władze wszczęły przeciwko niemu postępowanie w sprawie zabójstwa 15 oponentów politycznych w 1982. NDP zawarła przed wyborami czteropartyjną koalicję Mega Kombinacja. W kampanii obiecywała tworzenie nowych miejsc pracy oraz budowę tanich mieszkań, dzięki czemu mogła uzyskać poparcie wśród młodych wyborców niepamiętających czasów dyktatury Bouterse, a stanowiących ponad 60% mieszkańców kraju.
Głównym rywalem Partii Narodowo-Demokratycznej była rządząca koalicja Nowy Front na rzecz Demokracji i Rozwoju (Nieuwe Front voor Democratie en Ontwikkeling, NF), w skład której wchodziła Partia Narodowa Surinamu (Nationale Partij Suriname, NPS) prezydenta Venetiaana. Prezydent Venetiaan już wcześniej zadeklarował, że nie będzie ubiegać się o trzecią kadencję na stanowisku. Prezydent Surinamu wybierany jest większością co najmniej 2/3 głosów członków parlamentu.
Równolegle z wyborami parlamentarnymi odbyły się wybory lokalne, w których mieszkańcy decydowali o obsadzie 116 regionalnych urzędów oraz 752 municypalnych. Uprawnionych do głosowania było 325 tys. obywateli.

## Wyniki wyborów
W wyborach parlamentarnych zwycięstwo odniosła opozycyjna koalicja Mega Kombinacja, która zdobyła 23 mandaty w 51-osobowym parlamencie. Rządząca koalicja Nowy Front uzyskała 14 mandatów. Koalicja Kombinacja-A uzyskała 7 mandatów, koalicja Sojusz Ludowy na rzecz Postępu (Volksalliantie Voor Vooruitgang) – popierana głównie przez ludność pochodzenia jawajskiego – 6 mandatów, a nowo powstała chrześcijańska partia DOE – 1 mandat. Frekwencja wyborcza wyniosła 66%.
Dési Bouterse nie zadeklarował wyraźnie, czy będzie ubiegał się o stanowisko prezydenta. Nowy Front zapowiedział, że nie będzie współpracował z Mega Kombinacją pod jego przewodnictwem.
Obserwatorzy z Organizacji Państw Amerykańskich uznali, że wybory przebiegły w sposób pokojowy i nie odnotowali żadnych nieprawidłowości. Minister spraw zagranicznych Holandii Maxime Verhagen oświadczył, że jego kraj szanuje wolę wyborców, lecz „przeszłość nie może pozostać zapomniana”.